# ویلیام فلچر برت
ویلیام فلچر برت (انگلیسی: William Fletcher Barrett؛ زاده ۱۰ فوریهٔ ۱۸۴۴ درگذشته ۲۶ مهٔ ۱۹۲۵) یک دانشمند اهل بریتانیا بود.